# Чикенешть (комуна)
Чикенешть, Чикенешті (рум. Cicănești) — комуна у повіті Арджеш в Румунії. До складу комуни входять такі села (дані про населення за 2002 рік):
- Берешть (1016 осіб)
- Міоареле (215 осіб)
- Урекешть (488 осіб)
- Чикенешть (557 осіб)

Комуна розташована на відстані 147 км на північний захід від Бухареста, 47 км на північний захід від Пітешть, 119 км на північний схід від Крайови, 90 км на південний захід від Брашова.

## Населення
За даними перепису населення 2002 року у комуні проживали 2276 осіб. За віросповіданням усі жителі комуни — православні.
Національний склад населення комуни:
| Національність | Кількість осіб | Відсоток |
| -------------- | -------------- | -------- |
| румуни         | 2270           | 99,7%    |
| цигани         | 6              | 0,3%     |

Рідною мовою назвали:
| Мова      | Кількість осіб | Відсоток |
| --------- | -------------- | -------- |
| румунська | 2270           | 99,7%    |
| циганська | 6              | 0,3%     |